# Sytske van Koeveringe
Sytske Frederika van Koeveringe (Heerenveen, 1988) is een Nederlandse schrijfster en beeldend kunstenaar.

## Biografie
Van Koeveringe studeerde in 2014 af aan de Gerrit Rietveld Academie, richting beeld en taal. Essays, poëzie en proza van haar hand verschenen in De Revisor, Tirade, De Groene Amsterdammer en NRC. Ook schreef ze toneelstukken voor Theater Frascati.
Ze debuteerde met de roman Het is maandag vandaag in 2017. In 2020 volgde de non-fictie essaybundel Dag nacht licht toch, geschreven nadat Van Koeveringe in 2019 de diagnose borstkanker kreeg. De bundel werd in 2021 genomineerd voor de Jan Hanlo Essayprijs.
Naast haar werk als schrijfster en beeldend kunstenaar doceert Van Koeveringe aan de Schrijversvakschool.